# Монастирський Володимир Семенович
Володимир Семенович Монастирський (1921, село Салинці, тепер Немирівського району Вінницької області — ?) — український радянський діяч, заступник голови Вінницького обласного виконавчого комітету, 2-й секретар Вінницького промислового обкому КПУ.

## Біографія
З серпня 1941 року — в Червоній армії. Учасник німецько-радянської війни з липня 1942 року. Служив начальником 88-ї технічної команди, інженером по літаках, моторах, озброєнню і трофейних боєприпасах 27-ї окремої технічної трофейної роти 27-го району авіаційного базування 8-ї Повітряної армії, начальником 6-го відділення відділу технічного постачання 1-ї Повітряної армії.
Член ВКП(б).
Після демобілізації перебував на інженерно-технічній та партійній роботі у Вінницькій області.
До лютого 1960 року — начальник обласного управління місцевої та паливної промисловості виконавчого комітету Вінницької обласної ради депутатів трудящих.
У лютому 1960 — січні 1963 р. — секретар Вінницького обласного комітету КПУ.
У січні 1963 — грудні 1964 р. — 2-й секретар Вінницького промислового обласного комітету КПУ.
У грудні 1964 — січні 1971 р. — 1-й заступник голови виконавчого комітету Вінницької обласної ради депутатів трудящих.
Потім — на пенсії.

## Звання
- старший технік-лейтенант
- інженер-капітан

## Нагороди
- орден Вітчизняної війни 2-го ступеня (6.04.1985)
- орден Червоної Зірки (14.05.1944)
- ордени
- медалі